# Vegårshei
Vegårshei ist eine Kommune im norwegischen Fylke Agder. Die Kommune hat 2285 Einwohner (Stand: 1. Januar 2025). Verwaltungssitz ist die Ortschaft Myra.

## Geografie

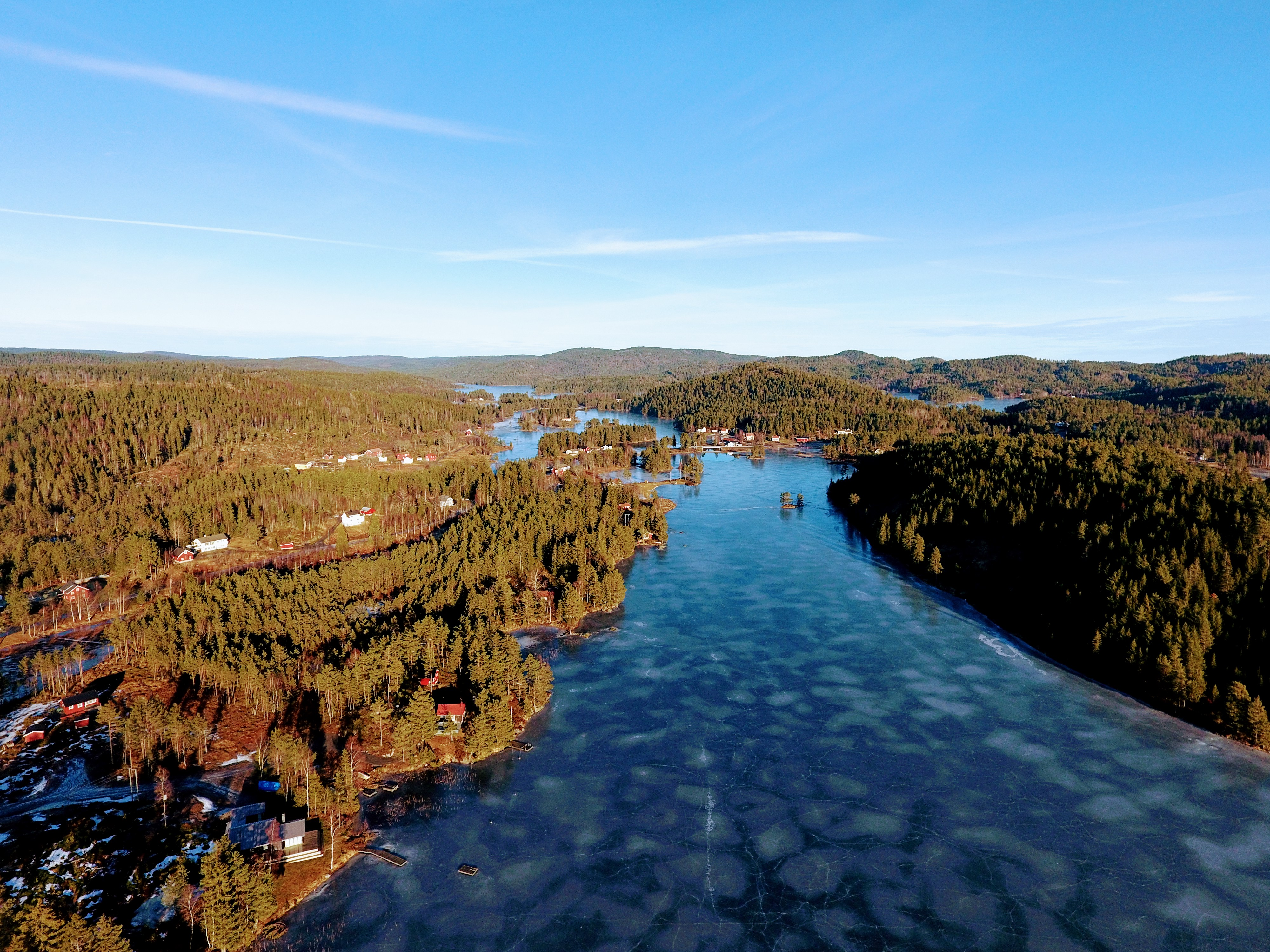
Blick auf den Vegår

Die Gemeinde liegt im östlichen Bereich des Fylkes Agder. Vegårshei grenzt an die Kommune Gjerstad im Nordosten, Risør im Osten, Tvedestrand im Süden und Südosten, Åmli im Westen sowie an Nissedal im Norden. Die Grenze zu Nissedal stellt dabei zugleich die Grenze zwischen Agder und dem Fylke Telemark dar. Im Nordwesten des Gemeindeareals liegt der See Vegår. Der See ist stark verästelt mit mehreren im Gewässer liegenden Inseln. Der südöstliche Seebereich trägt auch den Namen Sørfjorden. Von dort fließt der Fluss Storelva ab, der an der Ortschaft Myra vorbei weiter zum im Süden der Gemeinde liegenden See Ubergsvann fließt.
Das Gebiet ist hügelig mit einem hohen Anteil an Wald. Die höchste Erhebung ist der Hovdefjell mit einer Höhe von 525,1 moh. Er befindet sich im Südwesten nahe der Grenze zu Åmli.

## Einwohner
Die Einwohner von Vegårshei leben über das Gemeindegebiet verteilt, wobei um die Ortschaft Myra die dichteste Besiedlung vorliegt. Nachdem man im Jahr 1930 2161 Einwohner erreicht hatte, sank die Zahl bis 1980 auf 1702 ab, bevor sie wieder anstieg. Myra ist der einzige sogenannte Tettsted, also die einzige Ansiedlung, die für statistische Zwecke als eine städtische Siedlung gewertet wird. Zum 1. Januar 2024 lebten dort 956 Einwohner.
Die Einwohner der Gemeinde werden Vegårsheiing genannt. Vegårshei hat wie viele andere Kommunen der Provinz Agder weder Nynorsk noch Bokmål als offizielle Sprachform, sondern ist in dieser Frage neutral.
| Jahr          | 1986 | 1990 | 1995 | 2000 | 2005 | 2010 | 2015 | 2020 | 2025 |
| ------------- | ---- | ---- | ---- | ---- | ---- | ---- | ---- | ---- | ---- |
| Einwohnerzahl | 1825 | 1839 | 1862 | 1838 | 1854 | 1886 | 2018 | 2097 | 2285 |

## Geschichte
Die Kommune wurde nach der Einführung der lokalen Selbstverwaltung im Jahr 1837 gegründet. Bis zum 31. Dezember 2019 gehörte Vegårshei der damaligen Provinz Aust-Agder an. Sie ging im Zuge der Regionalreform in Norwegen in die zum 1. Januar 2020 neu geschaffene Provinz Agder über.
Die Vegårshei kirke ist eine Holzkirche aus dem Jahr 1810. Sie befindet sich in der Ortschaft Myra. Im Jahr 1889 bildete sich in der Gemeinde die Freikirche Guds menighet Vegårshei.

## Wirtschaft und Infrastruktur

### Verkehr

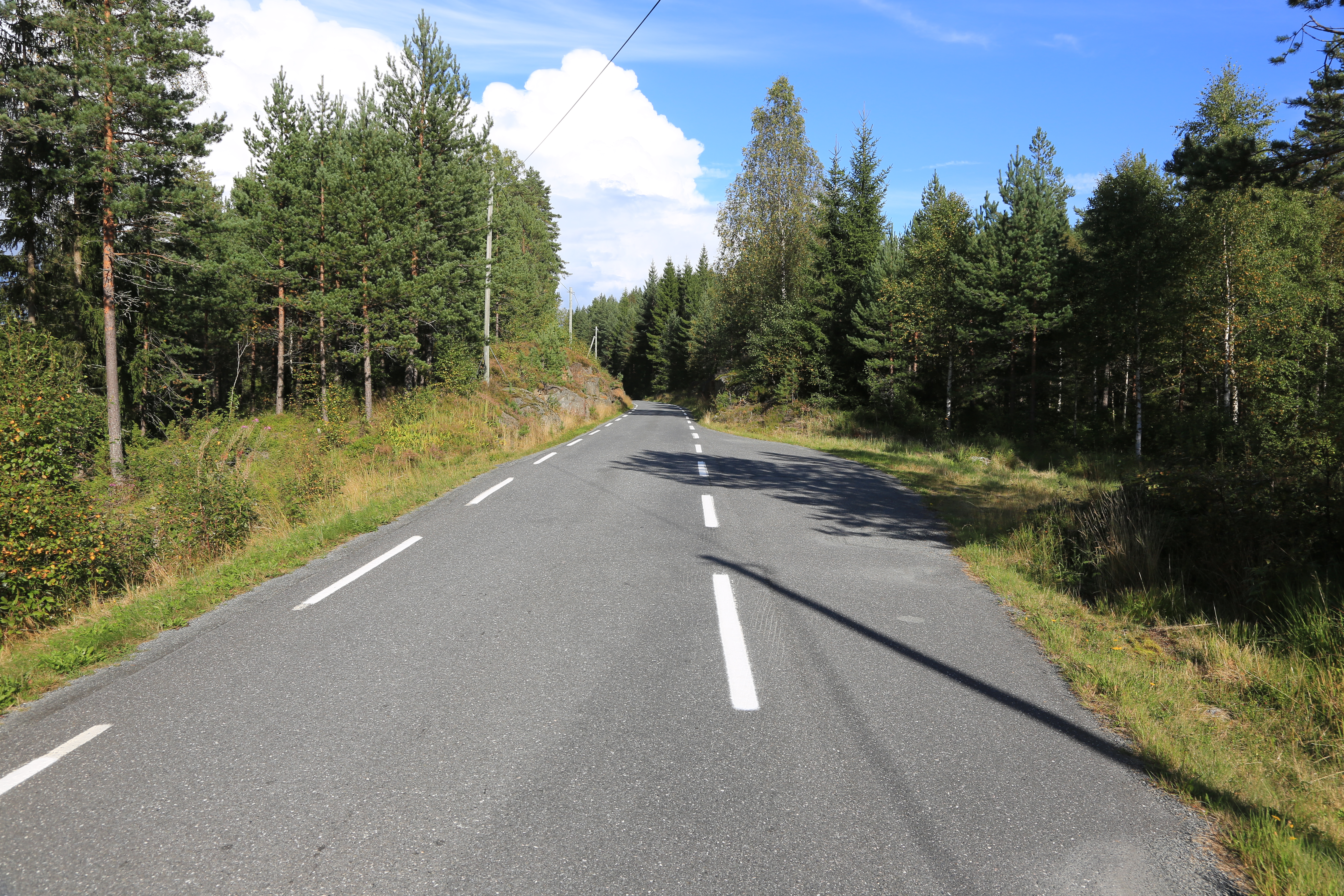
Fylkesvei 417 in Vegårshei

Durch die Kommune verläuft die Bahnlinie Sørlandsbanen, welche von Oslo nach Kristiansand und weiter nach Stavanger führt. In der Ortschaft Myra liegt dabei der Bahnhof Vegårshei stasjon. Dieser wurde im Jahr 1935 eröffnet, als man die Sørlandsbane bis nach Nelaug erweiterte. Durch die Kommunen südlich und östlich von Vegårshei verläuft die Europastraße 18 (E18), die unter anderem die Anbindung nach Kristiansand und Oslo herstellt. Von Vegårshei führen der Fylkesvei 414, der Fylkesvei 416 sowie der Fylkesvei 417 zur E18.

### Wirtschaft
Wichtigster Arbeitgeber ist nach der öffentlichen Verwaltung das Handels- und Übernachtungsgewerbe. Im Bereich der Landwirtschaft ist vor allem die Rinder- und Schafhaltung verbreitet, die agrarisch genutzten Flächen werden größtenteils als Weiden verwendet. Von größerer Bedeutung ist die Forstwirtschaft. Eher gering ausgeprägt ist die industrielle Produktion, wobei die Möbelindustrie am stärksten vertreten ist. Im Jahr 2020 arbeiteten von 1042 Arbeitstätigen nur 447 in Vegårshei selbst, jeweils über 100 Personen waren in den Kommunen Arendal und Tvedestrand angestellt. Weitere Arbeitnehmer pendelten unter anderem nach Gjerstad, Risør, Åmli und Kristiansand.

## Name und Wappen
Das seit 1987 offizielle Wappen der Kommune zeigt einen silbernen Fuchs auf rotem Hintergrund. Vegårshei wurde im Jahr 1378 im Zusammenhang als a Wighasheidi erwähnt, spätere Formen sind a Vigahede und Wigharshedh im Jahr 1432. Der Name setzt sich aus dem Namen des Sees „Vegår“ und „-hei“ (deutsch: „Heide“) zusammen. Die Herkunft des Namens „Vegår“ ist nicht genau geklärt.

## Persönlichkeiten
- Oddvar Saga (1934–2000), Skispringer